# Дальний (Кормиловский район)
Дальний — упразднённый посёлок в Кормиловском районе Омской области России. Входил в состав Михайловского сельского поселения. Исключен из учётных данных в 2008 г.

## География
Располагался в 8 км к югу от села Михайловка.

## История
Возник как посёлок Заготскот.

## Население
Согласно результатам переписи 2002 года в посёлке отсутствовало постоянное население.